# Walter Jagiełło
Walter Edward Jagiełło, pseud. art. Władysław Jagiełło, Li’l Wally, Mały Władziu, Mały Władzio (ur. 1 sierpnia 1930 w Chicago, zm. 17 sierpnia 2006 w Miami) – amerykański muzyk stylu folk i muzyki etnicznej pochodzenia polskiego.

## Życiorys
Nagrał ponad 110 płyt jako Lil’ Wally the Polka King (Mały Władzio Król Polki). Muzyk samouk, grał na concertinie (właściwie na bandoneonie) i perkusji. Największy jego przebój to Puka Jasiu (Johnnys Knocking)". Znany w Polsce z pocztówek dźwiękowych, na których wydawane były polki.
W Chicago zdobywał sławę występując najpierw w radio, później również w telewizji. Pierwszy raz w telewizji wystąpił w 1966 w programie The Lawrence Welk Show.
Polki w jego wykonaniu dotarły w latach 60. XX wieku do Polski, gdzie rozchodziły się głównie na grających widokówkach.
W 1984 wystąpił na audiencji w Watykanie grając papieżowi Janowi Pawłowi II specjalnie dla niego skomponowany utwór „God Bless Our Polish Pope”.
Zmarł 17 sierpnia 2006 w Miami na Florydzie w wieku 76 lat.

## Życie prywatne
Miał żonę Jeanette i brata Franka.